# Історія Об'єднаних Арабських Еміратів

Розташування ОАЕ

Об'єднані Арабські Емірати (ОАЕ) утворилися з групи племінних князівств (шейхств) Арабського півострова вздовж південного узбережжя Перської затоки та північно-західного узбережжя Оманської затоки. Хоча країна має дуже давню історію, сама держава була заснована лише у 1971.

## Доісторичний період
Найдавніші сліди перебування людини на території сучасних ОАЕ вчені відносять до 125—100 тис. років тому на стоянці Джебель-Фая в еміраті Шарджа.
- Дивись також: Домусульманська Аравія

## Давні часи
На території князівств ОАЕ здавна жили семітські племена, значна частина яких у 3 тис. до н. е. входила до складу держави Дильмун зі столицею в Бахрейні, що проіснувала до 1 тис. до н. е. Саме тоді на узбережжі Перської затоки з'явилися халдеї, яких деякі історики вважають найдавнішими арабськими племенами.
До цього ж періоду відноситься створення на узбережжі перших поселень і факторій фінікійців, що сприяло розвитку навігації, утворенню торгових центрів і колоній. Однак Іран, що знаходився тоді під владою династії Ахеменідів і не бажав посилення фінікійського впливу, поклав край невигідній для себе фінікійській експансії, а разом з нею і перспективам економічного розвитку Фінікії, прямо пов'язаного з успіхами у мореплавстві.
Політичне й економічне відродження прибережних районів Перської затоки починається з утворення держави Олександра Македонського (334—323 рр. до н. е.). Знайдені на узбережжі Оманської затоки залишки древнього порту дозволяють припустити, що саме тут розташовувалася база для флоту Олександра Македонського при підготовці ним походу до Індійського океану. Греки виявляли великий інтерес до відновлення торговельних зв'язків між Перською затокою і Середземномор'ям, завдяки чому будувалися зручні порти, зводилися нові міста, тобто, відбувалася колонізація.
У кінці I тис. до н. е. почалося переселення семітських племен з півдня і з центру Аравійського півострова до району Перської затоки. Пізніше ці племена заснували в дельті Тигру і Євфрату одну з перших арабських держав — Харакену зі столицею Спасинахарак, яка виникла на місці грецького порту Олександрія. Нова арабська держава досягла у II ст. до н. е. такої могутності, що на деякий час підпорядкувала своїй владі навіть Вавилон. До цього періоду відноситься остаточне затвердження арабів у Східній і Південно-Східній Аравії. Надалі держава Харакена, як і багато інших, розпалася на ряд дрібних князівств, що потрапили в залежність від більш могутніх сусідів.

## Іслам і Арабський халіфат
У VII ст. н. е. більшість з них приєдналися до Арабського халіфату, однак частина кочових і напівкочових племен ще тривалий час відмовлялася прийняти іслам. Тільки в кінці VII ст. район Перської затоки став провінцією халіфату Омеядів, а потім халіфату Аббасидів. Проте, державна злагода тривала недовго: незважаючи на бурхливий розвиток торгівлі і розквіт міського життя (коли виникають такі порівняно великі центри, як Дубай, Шарджа, Фуджейра), в середині VIII ст. розгортається сепаратистський рух у провінціях. Наслідком його стало перетворення цих міст у столиці відносно самостійних шейхств і султанатів, що пізніше об'єдналися в ісмаїлітську державу карматів.
Ісмаїліти — прибічники мусульманської шиїтської секти, яка виникла в Арабському халіфаті у VIII ст. н. е. і названа так на ім'я Ісмаїла, старшого сина шостого шиїтського імаму Джафара Садика.
Шиїзм — один з двох основних напрямків в ісламі (поряд з сунізмом). У IX ст. н. е. з секти ісмаїлітів виокремилася підсекта карматів. До 899 року кармати створили власну державу в Східній Аравії, яка проіснувала до XI ст. У цій державі переважали вільні селяни і ремісники; вони не сплачували податків.

## Середньовічні арабські князівства
З нинішніх еміратів Умм аль-Кувейн, Рас Аль-Хайма і Фуджейра потрапили в залежність до імамів Омана, які після розпаду держави карматів стали претендувати також і на інші князівства Перської затоки. Так чи інакше, незважаючи на декілька невдалих спроб втручання з боку Ірану XIII ст., більшість шейхств і султанатів виявилися у васальній залежності від Оману.
Надалі небезпека для міст узбережжя Перської затоки прийшла з боку монгольських загонів, які, зруйнувавши Багдад, повернули на південь і досягли кордонів Ормузької держави, підпорядковуючи все на своєму шляху. Шейх Бахад ад-Дин Сайфін, побоюючись монгольського нашестя, перевів свою столицю до міста Новий Ормуз, збудувавши там неприступну фортецю.
У відносно мирні часи острівне положення столиці і неприступність цитаделі зробили шейхство однією з наймогутніших феодальних держав затоки XIV—XV століть. Економічний добробут забезпечувався головним чином за рахунок торгівлі і мореплавства. Сюди водними шляхами стікалися скарби і багатства, про надзвичайну цінність яких з натхненням писав у своїх дорожніх замітках Марко Поло.
Однак особливу увагу європейців Перська затока привернула на початку XVI століття після відкриття морського шляху з Європи до Індії (1498 року). Судна, що везли дорогоцінні вантажі, дуже часто зазнавали нападів з боку арабських прибережних племен, і невдовзі небезпечне узбережжя затоки стало називатися «Піратський берег». Європейці повинні були вжити заходів для забезпечення безпеки дорогих і занадто ризикованих перевезень. Цікаво, що самими арабами морський розбій ніколи не сприймався як гідне осуду явище в суспільному житті, більше того — з давніх часів у ньому не бачили нічого незвичайного. Арабська мова так і не створила для цього поняття спеціального слова, піратів не називали навіть морськими розбійниками, а вживали більш м'яке визначення «хижі».

## Боротьба між колоніальними державами
На початку XVI століття Португалія зуміла встановити контроль над входом до Перської затоки з Індійського океану, відправивши з Лісабона ескадру під командуванням Афонсу де Албукеркі, який через декілька років буде призначений віце-королем Португальської Індії. В 1597 році португальська флотилія з шести кораблів на чолі з Афонсу де Албукеркі підпорядкувала торгові портові міста Кураят, Хор-Факкан, Сухар і Маската а в серпні — завоювала Ормуз .Завойовані на узбережжі землі португальці розграбували (як це було в той час заведено), селища спалили, місцевих жителів убили або взяли в рабство. Тепер португальські військові кораблі вартували морські шляхи між Аравійським півостровом, Африкою та Індостаном. Завдяки захопленню Ормуза і Малакки, португальці на деякий час встановили монополію над всією торгівлею між Далеким Сходом, Індією, Південно-Східною Азією.
Спочатку головним суперником Португалії у боротьбі за район Перської затоки виступала Османська імперія, яка всіляко підбурювала арабські племена до повстання проти португальських загарбників. Араби, в свою чергу, здійснюючи нальоти на ті судна, що входили у води Перської затоки, захоплювали не тільки португальську здобич. Суперництво ж Португалії й Османської імперії сприяло подальшому роздробленню колись могутньої Ормузької держави на маленькі шейхства і султанати. Воюючи проти португальських, а потім англійських завойовників, арабські племена в ряді випадків не відмовлялися від допомоги турків, вбачаючи в них релігійних союзників у боротьбі проти невірних.
У боротьбі за незалежність країн Перської затоки найзначнішу роль відіграло велике племінне об'єднання кавасім, що проживало на півострові Мусандам. Назва цього племені походить від імені його вождя Касимі, який нібито був одним з нащадків пророка Мухаммада. Від цього шейха ведуть свій родовід правлячі в цей час сімейства в князівствах Шарджа і Рас аль-Хайма. За свідченням арабських істориків, плем'я кавасім мало досить сильний флот, судна якого відрізнялися високими мореплавними якостями, а матроси майстерністю і безстрашністю, що дозволяло контролювати прохід через Ормузьку протоку. На прибережних пагорбах Рас аль-Хайму підносилися сторожові вежі, що за формою нагадували гостроверхі шатра кочовиків, які й дали назву країні — «Мис Шатр». З цих веж велося спостереження за суднами і передавалися сигнали до міста, що давало можливість швидко реагувати і починати воєнні дії. Таким чином, влада племені кавасім поступово поширилася на все узбережжя і навіть на ті території, що тягнулися на 300 миль углиб Аравійського півострова.
Зрозуміло, весь цей час Англія не залишалася байдужою до зміни політичних впливів у водах Перської затоки, природно піклуючись про власні інтереси. У 1600 році згідно з Хартією Єлизавети І засновується Ост-Індійська компанія, що отримала монопольне право на торгівлю з Ост-Індією, включаючи право вести війну й укладати договори з країнами, розташованими в басейні Індійського океану. Для здійснення таких повноважень компанія мала тридцять великих кораблів і безліч малих.
Британська Ост-Індійська компанія була своєрідним королівством у королівстві; її чисті прибутки могли підніматися до 300 % і вище і, зрозуміло, відмовлятися від такого очевидного доходу і в майбутньому англійці не збиралися. Але для цього необхідно було ґрунтовно потіснити португальців. Вправно граючи на протиріччях між Іраном і Португалією, британці об'єднали свої сили з перськими і змусили португальців піти з Ормузу та деяких інших районів Аравійського півострова.
У кінці століття Англія, Франція і Нідерланди зробили спробу домовитися про спільне морське патрулювання Перської затоки для забезпечення свободи мореплавства. Однак через англо-голландське суперництво проект цей здійснений не був.
Незважаючи на постійне втручання західноєвропейських держав, а, можливо, саме завдяки йому, в XVII ст. на території сучасних ОАЕ й Оману була заснована держава Яруба. Могутня держава Яруба розпалася через сто з гаком років через її внутрішні протиріччя.
Наступна спроба об'єднання Аравії відбувалася під релігійними гаслами ваххабітів: відновлення первинної чистоти ісламу. Центром консолідації арабських сил став Оман, який об'єднав на початку XVIII ст. величезні території, включаючи значну частину Східної і Південно-Східної Аравії. Оманські кораблі завдавали досить відчутних ударів по флоту Ост-Індійської компанії, практично блокуючи вхід до Перської затоки. Щоб повернути собі колишній вплив, англійцям довелося піти обхідним шляхом. З цією метою вони почали, з одного боку, всіляко заохочувати прагнення Ірану, а, з іншого, грати на релігійних і племінних протиріччях арабів.
Головним суперником англійців як і раніше залишалося плем'я кавасім, яке розташувалося в Шарджі і Рас аль-Хаймі. Після кількох невдалих спроб англо-індійським військам вдалося в шестиденній морській битві розбити арабський флот і взяти штурмом місто Рас аль-Хайма. Потім були захоплені і зруйновані Шарджа, Умм аль-Кувейн і деякі інші міста. Закріпившись таким чином у прибережній зоні, англійці уклали з шейхами угоду, проголосивши «свободу мореплавства» у Перській затоці і зобов'язавши останніх припинити піратські напади на англійські судна.
Під натиском Англії прибережні племена уклали між собою угоду про перемир'я на шість місяців (згодом цей термін продовжувався) на сезон перлового промислу, що становив тоді головне джерело прибутків шейхств. До речі, ловлею перлів мешканці узбережжя Перської затоки промишляли з давніх часів: із Заходу і Сходу сюди з'їжджалися ювеліри, торговці коштовностями. Вважалося, що перли приносять успіх і захищають від ударів долі; порошок з перлів у певних пропорціях додавався в мазі для лікування захворювань шкіри, в мікстури, використовувався у косметиці.

## Договірний Оман
У 1853 році був підписаний Договір про постійний мир на морі між всіма шейхствами перлового узбережжя Перської затоки, яке відтоді стало називатися Договірним берегом, або Договірним Оманом. Договір цей, однак, не діяв на суші, і Англія взяла на себе обов'язок виступати посередником у врегулюванні сухопутних суперечок, а також захищати емірати від нападу на них третьої сторони. Поступившись незалежністю одного разу, шейхи Договірного Оману за угодою 1869 року зобов'язувалися не укладати самостійно угод з третіми країнами, не надавати їм будь-яких привілеїв і не здавати в оренду території своїх еміратів без згоди Англії. Через деякий час англійський уряд повністю взяв на себе всі зовнішні відносини еміратів Договірного Оману, тобто остаточно закріпив англійський протекторат. У Шарджі була розміщена штаб-квартира англійського офіцера зв'язку по зоні Перської затоки, аналогічні пункти розташувалися в Дубаї й Абу-Дабі, а на узбережжі розквартирувалися англійські війська.
На початку Першої світової війни за англо-турецькою конвенцією 1913 року Англія мала виняткове право на Договірний Оман, а в 1922 році англійці встановили свій контроль за правом його шейхів надавати будь-кому концесії на розвідку і видобуток нафти. Тому основний прибуток арабському населенню, як і раніше, приносила торгівля «риб'ячим оком» — перлами, а не нафтою. У 1925 р. загальний улов перлів оцінювався в 15 млн фунтів стерлінгів (одна п'ята частина його припадала на Абу-Дабі, населення якого в сезон перлового полювання майже подвоювалося). У передвоєнні і перші роки після Другої світової війни на узбережжі спалахнула економічна криза, викликана появою на світовому ринку японських штучних перлів. У 1946 р. улов перлів оцінювався всього у 250 тис. фунтів стерлінгів.
Знаходження значних родовищ нафти змінило положення регіону, див. Історія освоєння мінеральних ресурсів Об'єднаних Арабських Еміратів.
Тільки після початку видобутку нафти в 50-х роках князівства Договірного Оману почали виходити з кризи, як і раніше знаходячись під англійським протекторатом, проти якого в 1964 р. виступила Ліга арабських держав. Ліга декларувала право народів Перської затоки на повну незалежність. Лейбористський уряд Англії, який прийшов на зміну консерваторам, погодився зі справедливістю висунутих вимог і в 1968 р. ним було заявлено про відхід Британії з Перської затоки до кінця 1971 року.

## Об'єднані Арабські Емірати

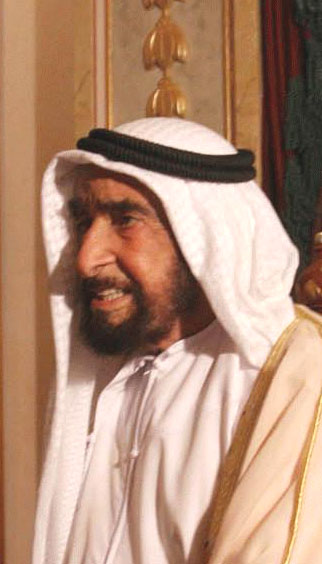
Зайєд бін Султан Ал Нахаян (1918—2004), шейх Абу-Дабі (1966—2004), засновник та перший президент ОАЕ (1971—2004).

2 грудня 1971 р. виникла нова держава — Об'єднані Арабські Емірати, яка є конфедерацією з семи окремих князівств. Кожний емірат має власний уряд і підлеглі йому адміністративні органи; главою держави є Президент.
Підписання договору про незалежність і угоди про співпрацю між ОАЕ й Англією збіглося зі зростанням цін на світовому ринку на нафту і нафтопродукти, що полегшило новій державі перші самостійні кроки в галузі економіки і зовнішньої політики. Завдяки багатим нафтовим родовищам ОАЕ в короткий строк змогли досягнути економічної стабільності і вступити у зовнішньоторговельні відносини з Японією, США, СНД, Англією та іншим світом.